# Liste der Kulturgüter in Mont-sur-Rolle
Die Liste der Kulturgüter in Mont-sur-Rolle enthält alle Objekte in der Gemeinde Mont-sur-Rolle im Kanton Waadt, die gemäss der Haager Konvention zum Schutz von Kulturgut bei bewaffneten Konflikten, dem Bundesgesetz vom 20. Juni 2014 über den Schutz der Kulturgüter bei bewaffneten Konflikten sowie der Verordnung vom 29. Oktober 2014 über den Schutz der Kulturgüter bei bewaffneten Konflikten unter Schutz stehen.
Objekte der Kategorie A sind im Gemeindegebiet nicht ausgewiesen, Objekte der Kategorie B sind vollständig in der Liste enthalten, Objekte der Kategorie C fehlen zurzeit (Stand: 1. Januar 2023).

## Kulturgüter
| Foto | | Objekt | Kat. | Typ | Standort                              | Beschreibung |
| ---- | --- | --- | ---- | --- | ------------------------------------- | ------------ |
| ja   | Datei hochladen · Wikidata zu Belletruche (Q815928) | Herrenhaus Belletruche mit Nebengebäude und Wohnhaus / Maison de maître de Belletruche avec dépendance et maison d’habitation KGS-Nr.: 14677                                                                                                   | B    | G   | Route de Germagny 2–4 515103 / 147118 |              |
| BW   | Datei hochladen · Wikidata zu Herrenhaus Germagny mit Nebengebäude, Wohnhaus, Pavillon und Springbrunnen (Q29891193)                                              | Herrenhaus Germagny mit Nebengebäude, Wohnhaus, Pavillon und Springbrunnen / Maison de maître de Germagny avec dépendance, maison d’habitation, pavillon et fontaine KGS-Nr.: 14678                                                            | B    | G   | Route de Germagny 7 514957 / 146810   |              |
| BW   | Datei hochladen · Wikidata zu Mont Dessus, bronzezeitliche Besiedlung – Reste der mittelalterlichen Burg und mittelalterliches Dorf von Mont-le-Grand (Q29891194) | Mont Dessus, bronzezeitliche Besiedlung – Reste der mittelalterlichen Burg und des mittelalterlichen Dorfes Mont-le-Grand / Mont Dessus, occupation de l’âge du bronze – vestiges du château et bourg de Mont-le-Grand médiéval KGS-Nr.: 14679 | B    | F   | 515020 / 147971                       |              |